# 光叶榕
光叶榕（学名：Ficus laevis）为桑科榕属的植物。分布在泰国、缅甸、印度尼西亚、印度、马来西亚、锡金、加里曼丹、斯里兰卡、越南以及中国大陆的云南、四川、贵州、广西、海南等地，生长于海拔800米至1,600米的地区，一般生长在山地雨林中，目前已由人工引种栽培。

## 别名
平滑榕（中国高等植物图补编）